# 熊野古墳
熊野古墳（くまのこふん）とは、岐阜県可児市広見にある円墳。可児川と久々利川に挟まれた丘陵の西端平地に位置している。現在は墳丘の封土の上半がほとんど流出しており、石室の上部が大きく露呈している。岐阜県指定史跡。

## 概要
墳形
- 円墳

規模
- 直径：約20 メートル（推定）
- 高さ：3.6 メートル（推定）

石室
- 横穴式石室
- 玄室
  - 長さ：4 メートル
  - 幅：1.8 メートル
- 羨道部
  - 長さ：4.25 メートル
  - 幅：1.35 メートル

石棺
- 不明

## 所在地
- 岐阜県可児市広見979

## 交通アクセス
- 東海環状自動車道 可児御嵩ICからおよそ3km。
- JR太多線 可児駅より徒歩で約15分。
- 名鉄広見線 新可児駅より徒歩で約15分。